# Hraniční přechod Starostín–Golińsk
Hraniční přechod Starostín–Golińsk (polsky Przejście graniczne Golińsk–Starostín) je bývalý silniční hraniční přechod na česko-polské státní hranici na hraničním úseku III/224 - III/225 mezi českou vesnicí Starostín (část měta Meziměstí, okres Náchod, Královéhradecký kraj) a polskou obcí Golińsk (okres Valbřich, Dolnoslezské vojvodství). Přechod leží v nadmořské výšce 455 m n. m. na silnici II/302; za hranicí pokračuje polská silnice 35. Před zrušením byl určen pro pěší, cyklisty a motoristy.
Hraniční přechod byl zrušen při vstupu České republiky do Schengenského prostoru v roce 2007. V případě dočasného znovuzavedení ochrany vnitřních hranic je provoz na hraničním přechodu upraven Sdělením Ministerstva vnitra č. 395/2021 Sb.